# Хапоэль (футбольный клуб, Петах-Тиква)
«Хапоэль» — израильский футбольный клуб из Петах-Тиквы. Клуб основан в 1934 году, домашние матчи проводит на стадионе «Ха-Мошава». «Хапоэль» является шестикратным чемпионом Израиля и двукратным обладателем национального кубка. Клуб принимал участие в розыграшах Кубка кубков и Кубка УЕФА, но ни разу не пробивался далее первого основного раунда.

## Достижения
- Чемпион Израиля (6): 1954/55, 1958/59, 1959/60, 1960/61, 1961/62, 1962/63
- Обладатель Кубка Израиля (2): 1957, 1992
- Обладатель Кубка Тото (4): 1986, 1990, 1991, 2005
- Обладатель Суперкубка Израиля: 1962

## Известные тренеры
- Аврам Грант
- Эли Гуттман